# Louis Machiels
Louis Machiels (ur. 17 stycznia 1971 roku w Hasselt) – belgijski kierowca wyścigowy.

## Kariera
Machiels rozpoczął karierę w międzynarodowych wyścigach samochodowych w 1997 roku od startów we French GT Championship, gdzie jednak nie zdobywał punktów. W późniejszych latach Belg pojawiał się także w stawce Ferrari Porsche Challenge, Ferrari Challenge Europe - Trofeo Pirelli, FIA GT Championship, 24H Zolder, FIA GT2 European Cup, Trofeo Maserati Europe, Le Mans Series, 24-godzinnego wyścigu Le Mans, Belcar, Belcar Endurance Championship, Blancpain Endurance Series oraz City Challenge Baku.